# Bestezuelas
Bestezuelas és una pel·lícula de thriller espanyola del 2010 escrita i dirigida per Carlos Pastor i ambientada en les curses de llebrers.

## Argument
Després de passar dos anys de presó, Fabio torna al canòdrom del seu oncle, el senyor Núñez on l’espera la seva xicota Perla. Perla esperava amb deleit el seu retorn per tal de poder formar una família, mentre que el seu oncle, vell, malalt i sense fills, vol transferir-li el seu negoci, cosa que no agrada a l’encarregat del canòdrom, Zamuri, que esperava heretar el negoci ell.
Fabio li diu a Perla que ni parlar-ne de formar una família ja que no vol lligar-se a res. Alhora, el noi que alimenta als gossos i treballa a la cafeteria del canòdrom, Lillo, desperta la passió de Perla.

## Repartiment
- Marian Álvarez - Perla
- Gustavo Salmerón - Fabio
- Roger Casamajor - Lillo
- Joan Molina - Senyor Núñez
- Younes Bachir - Zamuri

## Producció
Fou rodada a diverses localitats del País Valencià amb ressons del cinema quinqui i tocs d'humor i influència de Petit indi de Marc Recha i Los Tarantos.
 Produïda per les empreses valencianes Gaia Audiovisuals SL i Lotus Films, fou presentada al Festival de Cinema de Bogotà i al Festival Internacional de Cinema del Caire.

## Crítiques
| «                                         | "Un film noir sense massa novetats, però que a estones aconsegueix prendre en l'espectador per la convicció dels intèrprets i el seu ritme visual (...) Puntuació: ★★ (sobre 4)" | » |
| — Lluís Bonet Mojica: Diari La Vanguardia | |   |

| «                              | "Una pena que la metàfora tingui més força que el relat al qual remitent (...) Puntuació: ★★ (sobre 5)" | » |
| — Andrea G. Bermejo: Cinemanía | |   |

## Reconeixements
Va formar part de la secció Panorama Mediterrani a la XXXI edició de la Mostra de València, on va obtenir el Premi del Públic del Panorama Mediterrani.